# Tolminska korita
Tolminska korita je skupno ime za korita Tolminke in Zadlaščice. So najnižja in najbolj južna vstopna točka v Triglavski narodni park in najpomembnejša naravna znamenitost Tolminske občine.

## Značilnosti
Korita ležijo na nadmorski višini 180 m. Nastala so z globinsko erozijo.
Prvi opis doline Tolminke s koriti je leta 1954 objavil Anton Melik v monografiji Slovenski alpski svet, kjer je poudaril kraške značilnosti in prisotnost ledenika. Natančneje in na terenu je proučeval značilnosti preoblikovanja Šifrer (1955) in svoje ugotovitve zapisal v članku Dolina Tolminke in Zadlaščice v pleistocenu. Leta 1993 je izšel tudi zbornik Dolini Tolminke in Zadlaščice, ki so ga izdali na osnovi raziskovalnih taborov. Dolina Tolminke leži ob Ravenskem prelomu, zato je bilo to območje v potresu leta 1998 med bolj prizadetimi.
Od vstopne točke se pot najprej spusti k sotočju Tolminke in Zadlaščice, ki je edini primer sotočja v koritih v Sloveniji. Na koncu vklesane poti po koritih Tolminke pridemo do najožjega in najglobljega dela korit ter do jame, v kateri je izvir termalne vode. Temperatura te vode je okrog 21 °C. Ob pronicanju površinske vode skozi apnenec v globino se voda zaradi geotermične energije segreje in se po razpokah ali prelomih dvigne nazaj na površino. V nadaljevanju se povzpne do Hudičevega mostu, ki je zgrajen 60 m nad Tolminko na cesti v Čadrg. En krak poti seže tudi ob Zadlaščici do Zadlaške jame (Dantejeve jame). V ozkem delu korit Zadlaščice imenovanem Skakalce, je zagozdena trikotna skala, ki je po značilni obliki dobila ime Medvedova glava.

## Turistične poti
Turistične poti na območju korit - ob Tolminki do toplega izvira in ob Zadlaščici do Medvedove glave – je v letih 1953-1958 izklesalo Turistično društvo Tolmin, ki je bilo v nadaljevanju tudi glavni skrbnik teh poti. V naslednjih letih so k vzdrževanju poti veliko pripomogli lastnik bara Tolminska korita in občina Tolmin skozi program javnih del. Aprila 2006 je občina Tolmin zaupala upravljanje turističnih poti na območju zavodu LTO Sotočje in za tem novo nastalemu zavodu Javnemu zavodu za turizem Dolina Soče, ki danes skrbi za urejenost in opremljenost poti v tesnem sodelovanju s Triglavskim narodnim parkom. Za obisk Tolminskih korit je potreben nakup vstopnice. Možen je tudi voden ogled Tolminskih korit z lokalnim vodičem.

## Varstveni status območja
- Korita Tolminke in Zadlaščice ščiti Zakon o Triglavskem narodnem parku (ZTNP)[2].
- Na seznam naravnih spomenikov je bilo območje uvrščeno zaradi izjemnih naravoslovnih značilnosti z odlokom o razglasitvi kulturnih in zgodovinskih spomenikov ter naravnih znamenitosti na območju občine Tolmin[3].
- Po kategoriji IUCN (Svetovna zveza za varstvo narave) sodijo Korita Tolminke in Zadlaščice v kategorijo III. - naravni spomenik.